# Centrální banka

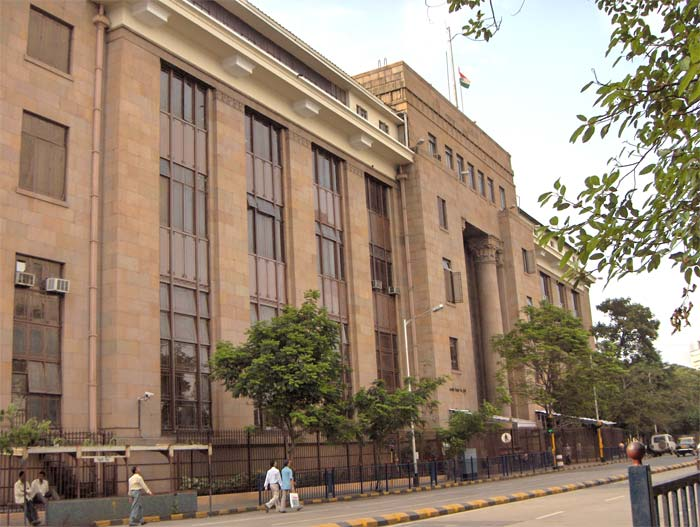
Budova Rezervní banky Indie, která je indickou ústřední bankou

Centrální banka či ústřední banka, někdy též rezervní banka, monetární autorita nebo národní banka, je základní banka státu. Je vrcholnou institucí bankovního dozoru a určuje měnovou politiku v zemi. V Česku je centrální bankou Česká národní banka (ČNB). Centrální banka je monopolním emitentem místní měny. 

## Činnosti centrální banky
Centrální banka realizuje měnovou politiku, spravuje měnu státu (s výjimkou zemí eurozóny, kde tuto roli převzala ECB), dohlíží na činnost obchodních bank (může na ně např. uvalit nucenou správu), poskytuje jim úvěry, též i licence a vůbec stanoví podmínky pro činnost obchodních bank a dalších finančních institucí. Vede účet státního rozpočtu.
Dále sleduje množství peněz a ovlivňuje ho (snadno emituje, stahování z oběhu je však téměř nemožné; množství peněz už emitovaných do oběhu dál ovlivňuje také vydáváním či nákupem dluhopisů), spravuje rezervy ve zlatě a cizích měnách – devizové rezervy. Hlavním nástrojem banky je stanovení úrokových sazeb, od kterých se odvíjejí sazby jednotlivých obchodních bank na mezibankovním trhu. V některých zemích ovlivňuje měnový kurz, a to i ČNB: například v návaznosti na kurz Eura.

## Centrální banky
Centrálních banky se dají rozdělit do tří skupin podle vlastníka – např. Švýcarsko má centrální banku v soukromých rukou, Velká Británie, Francie, Čína a řada dalších v rukou státu; Spojené státy americké, Belgie a Japonsko ve smíšeném vlastnictví.
- Evropská centrální banka – Evropská unie, 1998
- Česká národní banka – Česko, vznikla 1993 rozdělením Státní banky československé
- Národní banka Slovenska – Slovensko, vznikla 1993 rozdělením Státní banky československé
- Bank of England – Spojené království, 1694
- Federální rezervní systém – Spojené státy americké, 1913

## Kritika centrální banky
Reálná existenci, popř. oprávněnost monopolu centrálních bank je občas zpochybňována spory.
Monopolní postavení centrální banky může vést – a v historii často vedlo – ke zneužití této pozice především ze strany vrchních představitelů státu. Historicky mezi tato zneužití patřilo ředění mincí levnějšími kovy. To vedlo k znehodnocování peněz a obohacování majitele mincovny (panovníka) na úkor ostatních. Z toho důvodu v moderních demokraciích existuje požadavek na striktní nezávislost centrální banky na vládě. Moderní zneužití centrální banky mívá podobu masivního tištění nových peněz, které může vést k hyperinflaci a potažmo k hospodářskému kolapsu. Mezi nejznámější případy hyperinflace patří Německo po první světové válce, Maďarsko po druhé světové válce a Zimbabwe za vlády Roberta Mugabeho. 
Zatímco standardně ekonomové kritizují či chválí jednotlivé kroky centrální banky, existuje řada ekonomů (zejména zástupci rakouské školy), kteří kritizují samotnou podstatu centrální banky. Zásadní kritiku centrálního plánování podal F. A. Hayek, který ukazuje, že vzhledem k roztroušené povaze informací není v možnostech jedince či jedné instituce efektivně řídit ekonomiku ani její jednotlivé části, peníze nevyjímaje. Podle kritiků má být centrální banka – díky své dnešní možnosti ovlivňovat nabídku peněz a tak i tržní úrokovou míru – původcem hospodářského cyklu.

### Cílování inflace
Centrální banky si dávají za cíl hlídat cenovou hladinu a její stabilitu takovým způsobem, že si předepisují inflační cíl: například ČNB si určila 2 % ročně, a je-li inflace nižší, snaží se jí zvýšit.[zdroj?] To je však předmětem kritiky, národní banky jsou označovány[kým?] za penězokazce, úmyslné "kazení měny" pak "krádeží za bílého dne", například pro degradaci kupní síly důchodců.[zdroj?] Argumentem kritiků[kdo?] je, že při technologickém pokroku se výrobní náklady neustále snižují, tedy že i prodejní ceny mají klesat, že přirozeným stavem ekonomiky je deflace, a ne inflace.[zdroj?]